# Un'altra donna (film)
Un'altra donna (Another Woman) è un film  del 1988 scritto e diretto da Woody Allen, con Gena Rowlands, Mia Farrow e Gene Hackman.

## Trama
Marion Post, scrittrice di mezza età, cerca un appartamento in affitto per ritirarsi a scrivere senza essere disturbata. Si ritrova però ad ascoltare senza volerlo attraverso la parete le conversazioni dei clienti dell'adiacente studio psicoterapico; le parole di una paziente scatenano in Marion il ricordo della vigilia del proprio matrimonio con Ken. Lui, che era divorziato, subì una scenata dall'ex moglie mentre Marion era corteggiata da un comune amico, Larry, disposto persino a sposarla.
 Marion una sera segue in strada Hope, la donna ascoltata dallo psicanalista ma si imbatte in Claire, che un tempo era la sua amica e che non vede da anni, insieme al marito che per lei è uno sconosciuto. Escono a bere insieme e subito si instaura tra Marion e l'uomo una certa complicità di gusti, finché Claire che ha bevuto troppo li accusa di flirtare.

Questi avvenimenti inducono Marion a un ripensamento generale sulla propria vita. Vorrebbe un rapporto più caldo con il marito, che però si accontenta di una relazione borghese convenzionale. Un giorno Marion incontra per caso Hope, la paziente dello psicanalista, fanno conoscenza e pranzano insieme; ma nel ristorante vede il marito in atteggiamento sentimentale con una donna. Il fatto che Hope aspetti un bambino la induce a ripensare alla propria adolescenza, al primo matrimonio con un suo insegnante molto più anziano, naufragato a causa di un aborto perché lei considerava un ostacolo alla carriera la nascita di un figlio. Nel finale, Marion sembra comunque riconciliata con la propria vita grazie ai ricordi.

## Critica
Durante le riprese del film Mia Farrow era davvero incinta di Satchel, il figlio di Woody Allen, che nascerà nel 1987.  Il regista scelse apposta Sven Nykvist, il direttore della fotografia di Ingmar Bergman, per ammirazione verso quello che considerava il maestro del cinema drammatico e psicologico. Per la critica, quello di Marion Post/Gena Rowlands è il ritratto di donna più maturo della filmografia di Allen, che riesce non solo a interpretare e attualizzare le atmosfere e le angosce del maestro svedese, ma anche a rielaborarle in proprio.